# 秋元杏月
秋元 杏月（あきもと あづき、1997年3月 - ）は、日本の体操インストラクター。NHKの番組『おかあさんといっしょ』の初代たいそうのおねえさん。愛称は「あづきおねえさん」。
愛知県出身。身長162cm、血液型A型。

## 略歴
椙山女学園高校、椙山女学園大学卒業。
6歳から新体操を始め、選手として13年のキャリアを持つ。子供たちに新体操を教えた経験もある。ダンスレッスンを受けながらパフォーマーを目指していた。
2019年4月1日より、『おかあさんといっしょ』の初代「たいそうのおねえさん」に就任。

## 家族
10歳上の姉と5歳上の兄がいる。

## 共演者
うたのおにいさんは、第12代の花田ゆういちろう。
うたのおねえさんは、最初の3年間（2019年4月1日から2022年4月2日まで）は、第21代の小野あつこ、それ以降（2022年4月4日から）は、第22代のながたまや。
たいそうのおにいさんは、最初の4年間（2019年4月1日から2023年4月1日まで）は、第12代の福尾誠、それ以降（2023年4月3日から）は、第13代の佐久本和夢。

## 出演

### テレビ
- 『おかあさんといっしょ』（2019年4月1日 - 現在、NHK Eテレ） - 初代たいそうのおねえさん

ファミリーコンサート
| 公演   | タイトル                                     | 出演者（一部を除く） |
| ------ | -------------------------------------------- | --- |
| 2019年 | しあわせのきいろい・・・なんだっけ?!         | 花田ゆういちろう、小野あつこ、'福尾誠、秋元杏月 チョロミー、ムームー、ガラピコ ナーニくん 小林よしひさ、上原りさ |
| 2019年 | ふしぎな汽車でいこう〜60周年記念コンサート〜 | 花田ゆういちろう、小野あつこ、福尾誠、秋元杏月 チョロミー、ムームー、ガラピコ 眞理ヨシコ、坂田おさむ、神崎ゆう子、速水けんたろう、茂森あゆみ 横山だいすけ、小林よしひさ、上原りさ じゃじゃまる、ぴっころ、ぽろり、スプー、ムテ吉、ミーニャ、メーコブ |
| 2021年 | まってたんだよキミのこと                     | 花田ゆういちろう、小野あつこ、福尾誠、秋元杏月 チョロミー、ムームー、ガラピコ 林アキラ |
| 2022年 | たいせつなもの、なあに?                      | 花田ゆういちろう、ながたまや、福尾誠、秋元杏月 小野あつこ みもも、やころ、ルチータ、あーぷん |
| 2022年 | ようこそ、ファンターネ島へ!                  | 花田ゆういちろう、ながたまや、福尾誠、秋元杏月 みもも、やころ、ルチータ、あーぷん、アンモ・チョコモ、マーキー、ビヨヨン3兄弟 ファンターネ島ダンサーズ                                                                                                |
| 2023年 | しれば・・・トモダチ?ぴょんぴょんびょ～ん!   | 花田ゆういちろう、ながたまや、佐久本和夢、秋元杏月 みもも、やころ、ルチータ、けけちゃま、いわのすけ 福尾誠 |
| 2023年 | 星空コンサートであいましょう                 | 花田ゆういちろう、ながたまや、佐久本和夢、秋元杏月 みもも、やころ、ルチータ、あーぷん、ミミコ姉さん、ララ 杉田あきひろ（声のみ）、つのだりょうこ（声のみ）                                                                                           |
| 2024年 | お弁当ラプソディー                           | 花田ゆういちろう、ながたまや、佐久本和夢、秋元杏月 みもも、やころ、ルチータ |
| 2024年 | うたの図書館                                 | 花田ゆういちろう、ながたまや、佐久本和夢、秋元杏月 みもも、やころ、ルチータ 林アキラ |

スペシャルステージ
| 公演   | タイトル                         | 出演者（一部を除く） |
| ------ | -------------------------------- | --- |
| 2019年 | からだ! うごかせ元気だボーン!    | 花田ゆういちろう、小野あつこ、福尾誠、秋元杏月 チョロミー、ムームー、ガラピコ シュッシュ、ポッポ、ゆめ、たいせい 小林よしひさ                          |
| 2022年 | やっとあえたね!さあ、でかけよう! | 花田ゆういちろう、ながたまや、福尾誠、秋元杏月 みもも、やころ、ルチータ シュッシュ、ポッポ、ゆめ、まさとも チョロミー、ムームー、ガラピコ              |
| 2023年 | みんなで☆キラキラ!               | 花田ゆういちろう、ながたまや、佐久本和夢、秋元杏月 みもも、やころ、ルチータ シュッシュ、ポッポ、ゆめ、まさとも オフロスキー                            |
| 2024年 | み～んなカラフル                 | 花田ゆういちろう、ながたまや、佐久本和夢、秋元杏月 みもも、やころ、ルチータ、あーぷん、やころきょうだい、けけちゃま シュッシュ、ポッポ、ゆめ、まさとも |

### 映画
- 映画 おかあさんといっしょ すりかえかめんをつかまえろ!（2020年1月24日公開、日活／ライブ・ビューイング・ジャパン）[6]
- 映画 おかあさんといっしょ ヘンテコ世界からの脱出!（2021年9月10日公開）

## ディスコグラフィー

### DVD
| リリース年 | リリース日 | タイトル                                                                                 |
| ---------- | ---------- | ---------------------------------------------------------------------------------------- |
| 2019年     | 8月7日     | 『NHK「おかあさんといっしょ」ファミリーコンサート しあわせのきいろい・・・なんだっけ?!』 |